# Saison 12 de Dancing with the Stars
Vous pouvez aider à l'améliorer ou bien discuter des problèmes sur sa page de discussion.
- Il n'est pas vérifiable et peut contenir des informations totalement erronées. Il est fortement conseillé aux contributeurs d'étayer son contenu par des sources fiables. Sans cela, sa suppression pourrait être envisagée. (si vous venez d'apposer le bandeau, veuillez cliquer sur ce lien pour créer la discussion et en afficher les indications). (Marqué depuis février 2025)
- Il peut contenir un travail inédit ou des déclarations non vérifiées. Vous pouvez l’améliorer en ajoutant des références. (Marqué depuis juin 2024)

- Archive Wikiwix
- Bing
- Cairn
- DuckDuckGo
- E. Universalis
- Gallica
- Google
- G. Books
- G. News
- G. Scholar
- Persée
- Qwant
- (zh) Baidu
- (ru) Yandex
- (wd) trouver des œuvres sur Wikidata

Vous pouvez aider à l'améliorer ou bien discuter des problèmes sur sa page de discussion.
- Son admissibilité est à vérifier. Motif : manque de sources et de contenu notable, qui peut être éventuellement transféré dans l'article principal. Vous êtes invité à le compléter pour expliciter son admissibilité, en y apportant des sources secondaires de qualité. (Marqué depuis février 2025)
- Il ne cite pas suffisamment ses sources. Vous pouvez indiquer les passages à sourcer avec {{référence nécessaire}} ou {{Référence souhaitée}}, et inclure les références utiles en les liant aux notes de bas de page. (Marqué depuis janvier 2023)
- Certaines de ses couleurs nuisent à son accessibilité et ne respectent pas la charte graphique. Les couleurs ne sont pas interdites, mais il est conseillé d'en faire un usage modéré qui respecte les normes d'accessibilité. (Marqué depuis février 2025)
- Son texte doit être wikifié : il ne correspond pas à la mise en forme Wikipédia (style, typographie, liens internes, liens entre les wikis, etc.). (Marqué depuis février 2025)

- Archive Wikiwix
- Bing
- Cairn
- DuckDuckGo
- E. Universalis
- Gallica
- Google
- G. Books
- G. News
- G. Scholar
- Persée
- Qwant
- (zh) Baidu
- (ru) Yandex
- (wd) trouver des œuvres sur Wikidata

La douzième saison de Dancing with the Stars, émission américaine de télé réalité musicale, a commencé le 21 mars 2011 sur le réseau ABC et s'est terminé le 24 mai 2011. 
Cette émission est animée par Tom Bergeron et Brooke Burke.
Le joueur professionnel de football américain Hines Ward a été le vainqueur de la compétition. L'actrice Kirstie Alley finit deuxième et l'actrice Chelsea Kane, troisième.

## Couples
Les onze célébrités et les danseurs professionnels qui ont participé ont été :
| Star              | Occupation                          | Danseur             | Result                   |
| ----------------- | ----------------------------------- | ------------------- | ------------------------ |
| Hines Ward        | Ancien Joueur de football américain | Kym Johnson         | Vainqueur le 24 mai 2011 |
| Kirstie Alley     | Actrice                             | Maksim Chmerkovskiy | Deuxième le 24 mai 2011  |
| Chelsea Kane      | Actrice et Chanteuse                | Mark Ballas         | Troisième le 24 mai 2011 |
| Ralph Macchio     | Acteur                              | Karina Smirnoff     | Éliminé le 17 mai 2011   |
| Romeo             | Basketteur & Rappeur                | Chelsie Hightower   | Éliminé le 10 mai 2011   |
| Kendra Wilkinson  | Star de télé-réalité                | Louis Van Amstel    | Éliminé le 3 mai 2011    |
| Chris Jericho     | Catcheur                            | Cheryl Burke        | Éliminé le 26 avril 2011 |
| Petra Němcová     | Mannequin                           | Dmitry Chaplin      | Éliminé le 19 avril 2011 |
| Sugar Ray Leonard | Ancien champion de boxe             | Anna Trebunskaya    | Éliminé le 12 avril 2011 |
| Wendy Williams    | Animatrice télé et radio            | Tony Dovolani       | Éliminé le 5 avril 2011  |
| Mike Catherwood   | Animateur Radio                     | Lacey Schwimmer     | Éliminé le 29 mars 2011  |

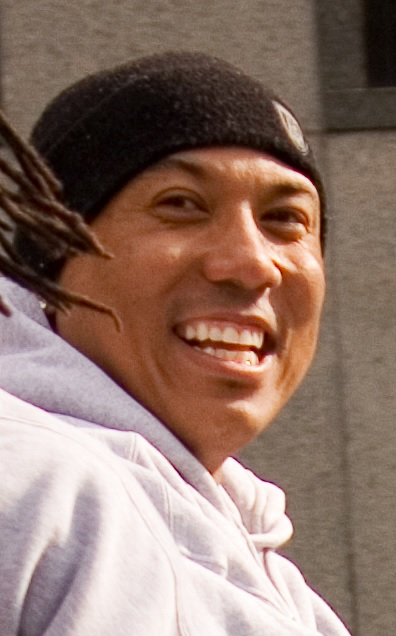
Hines Ward
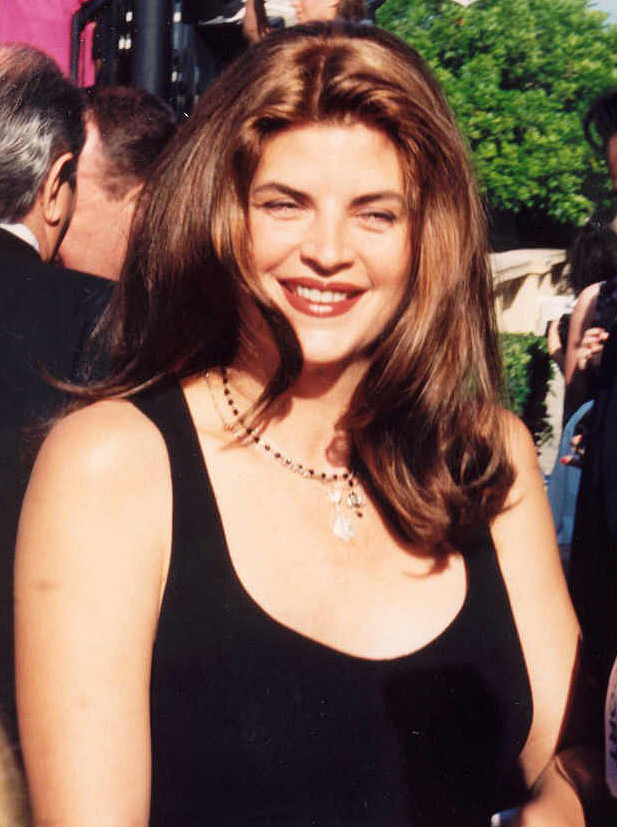
Kirstie Alley
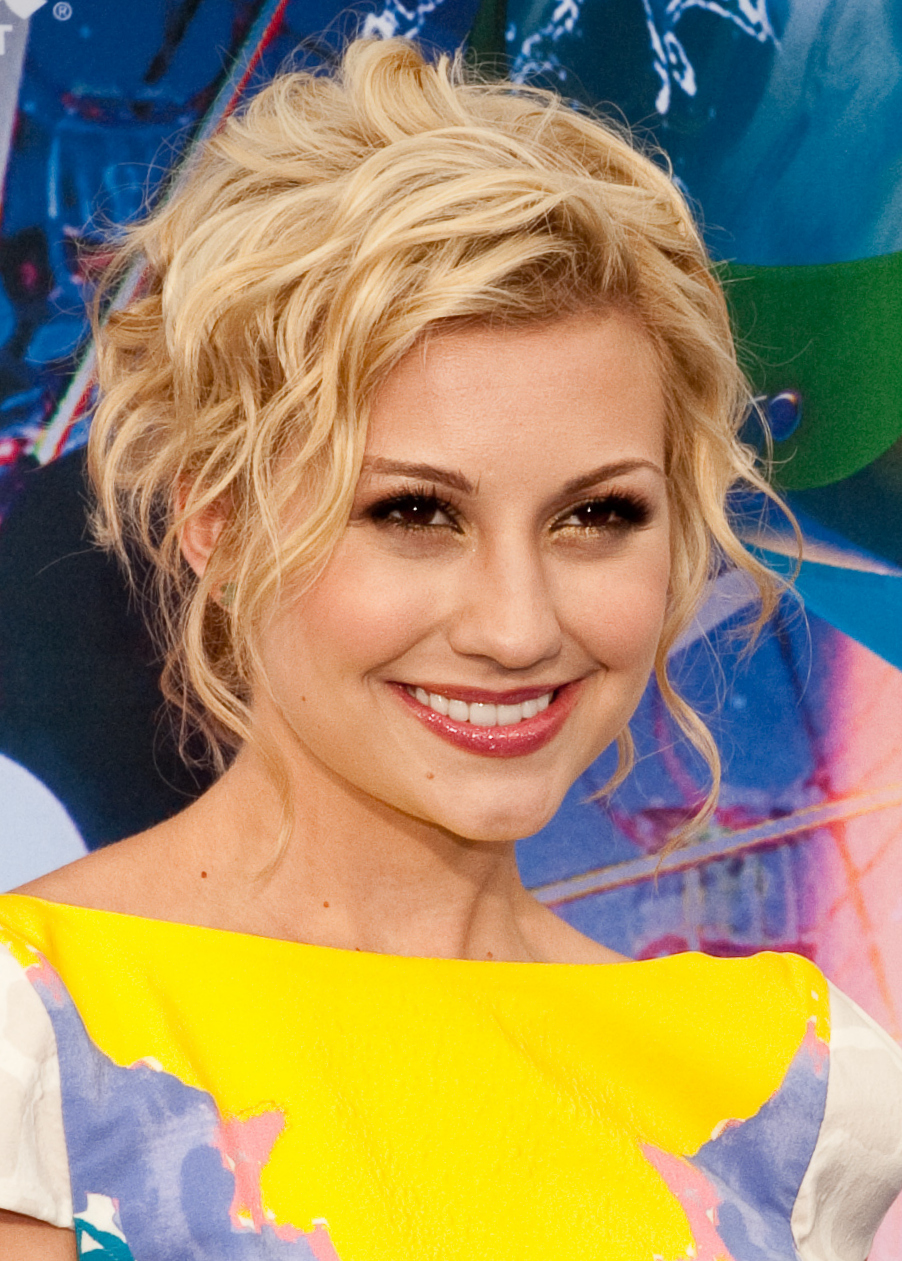
Chelsea Kane
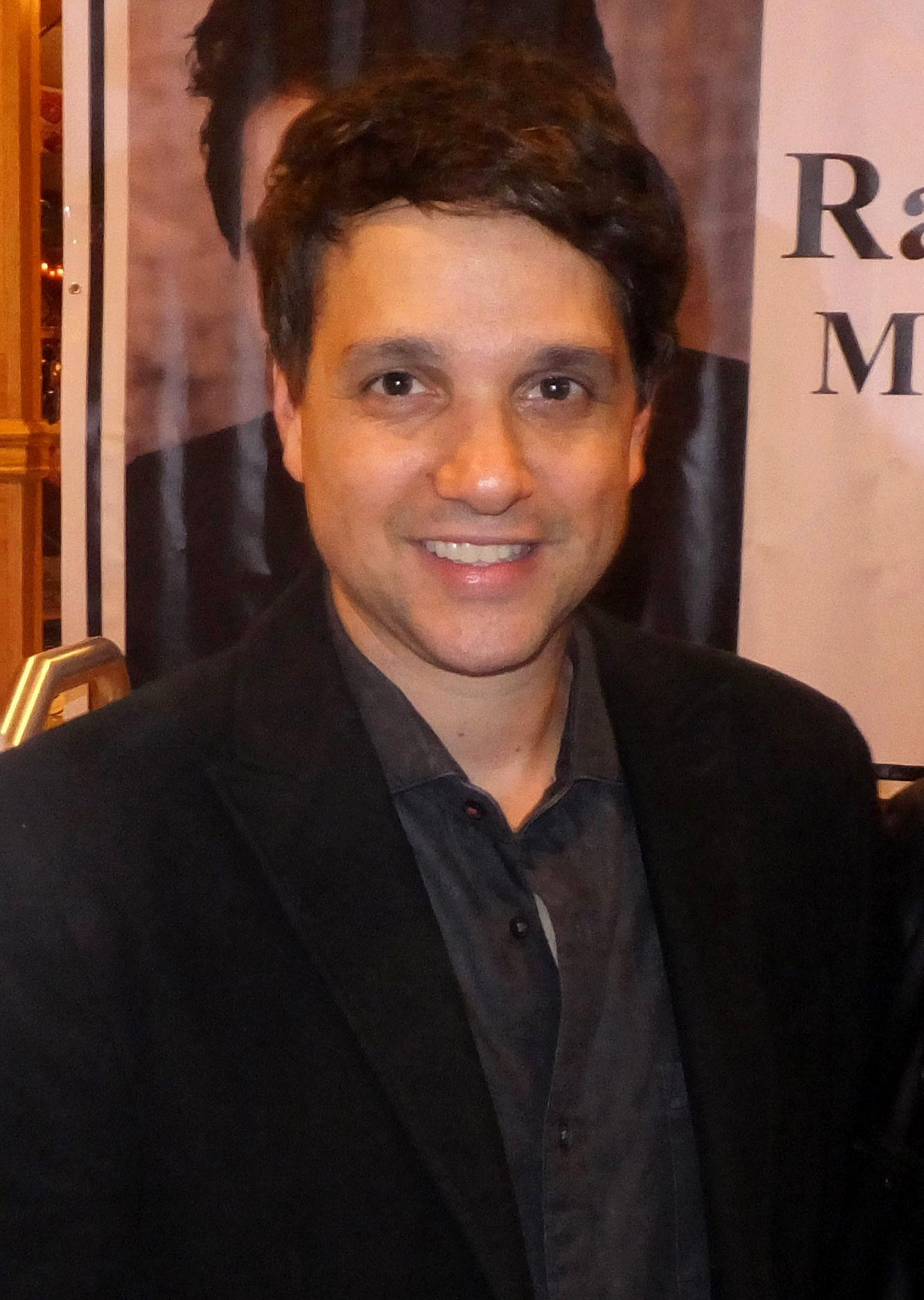
Ralph Macchio
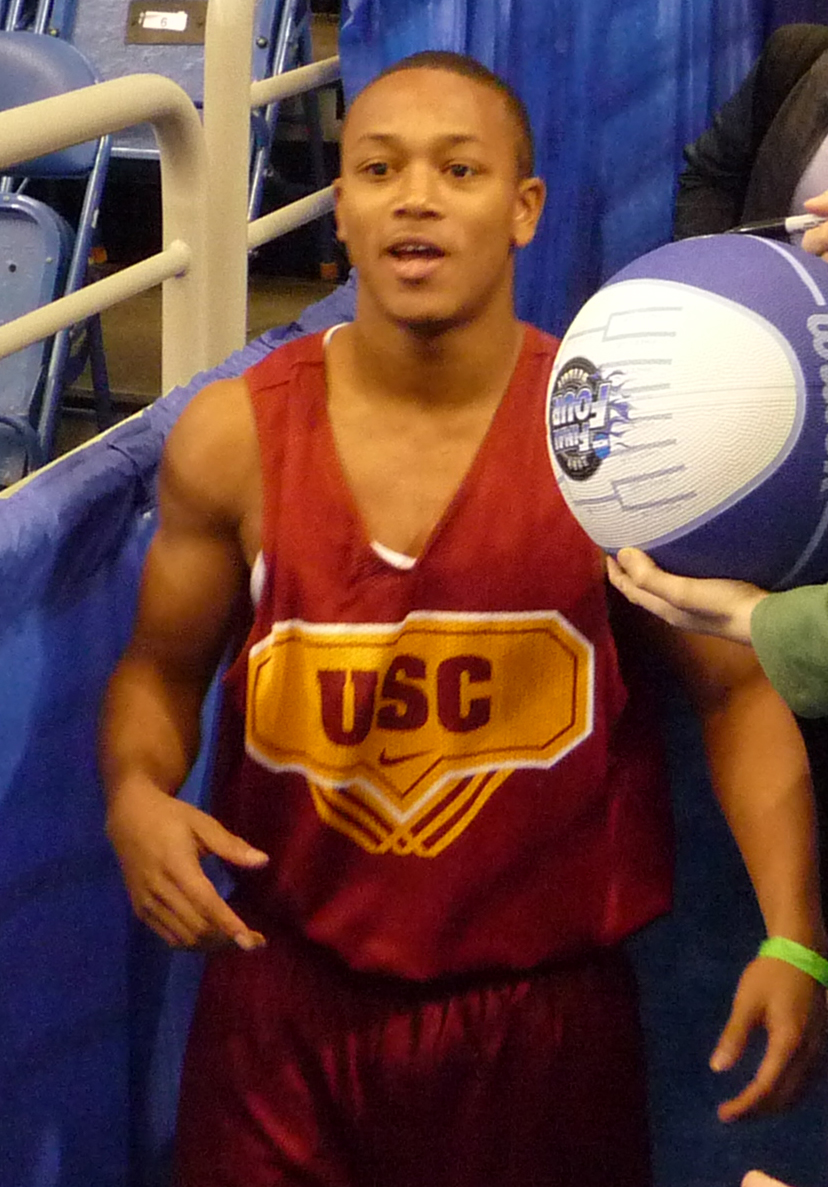
Romeo
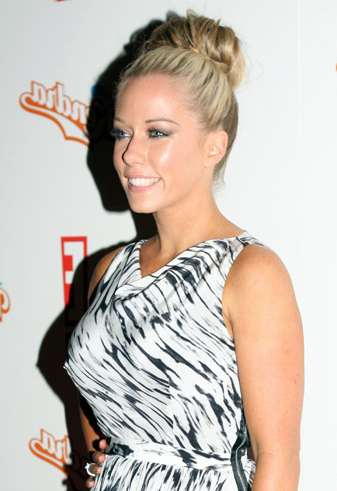
Kendra Wilkinson

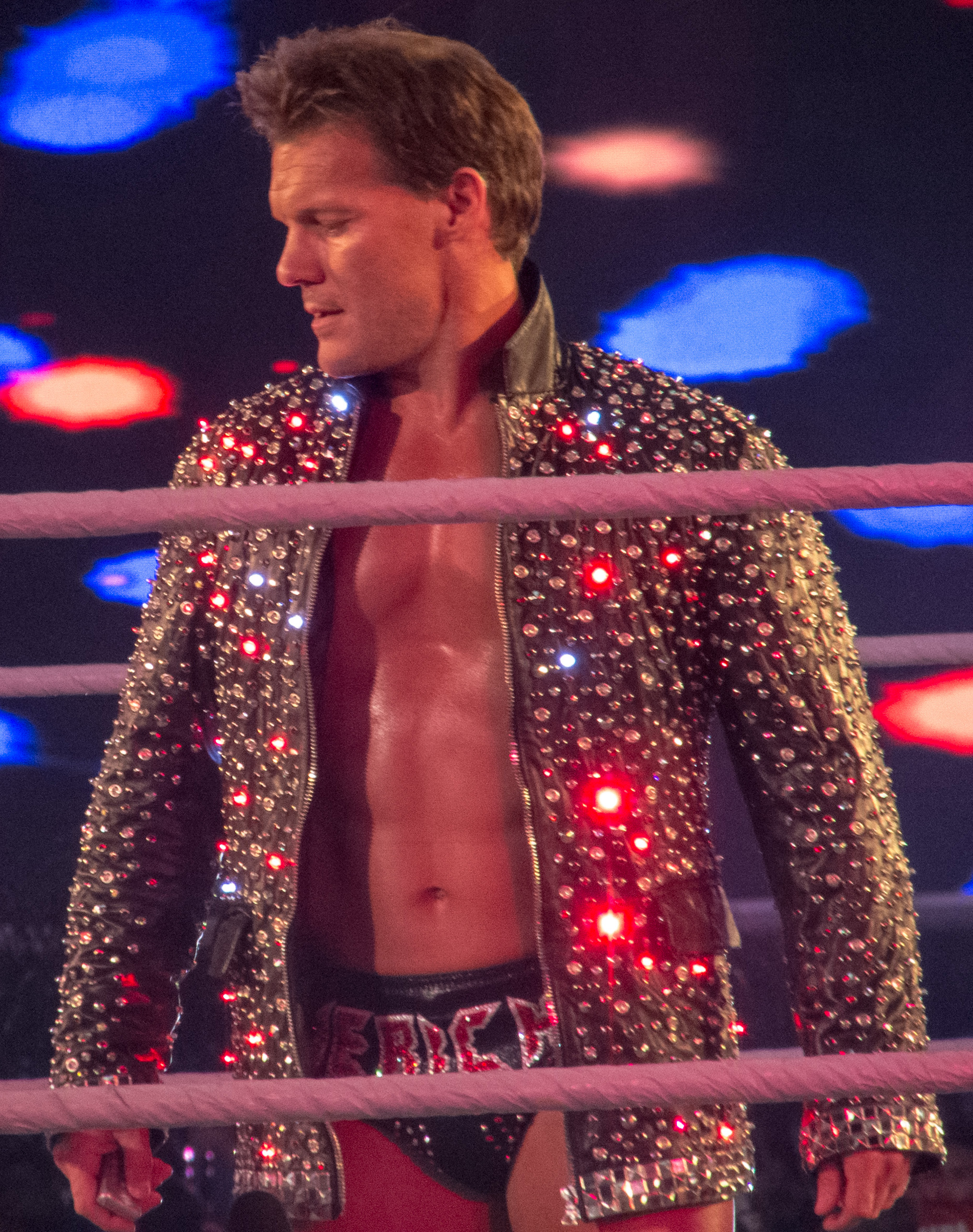
Chris Jericho
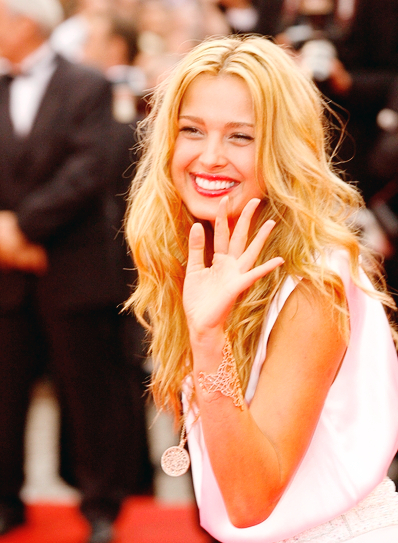
Petra Němcová
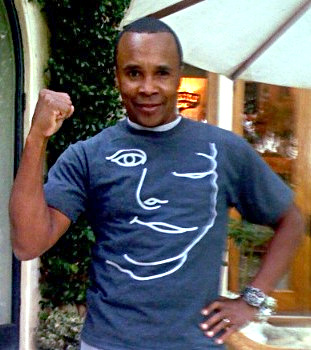
Sugar Ray Leonard
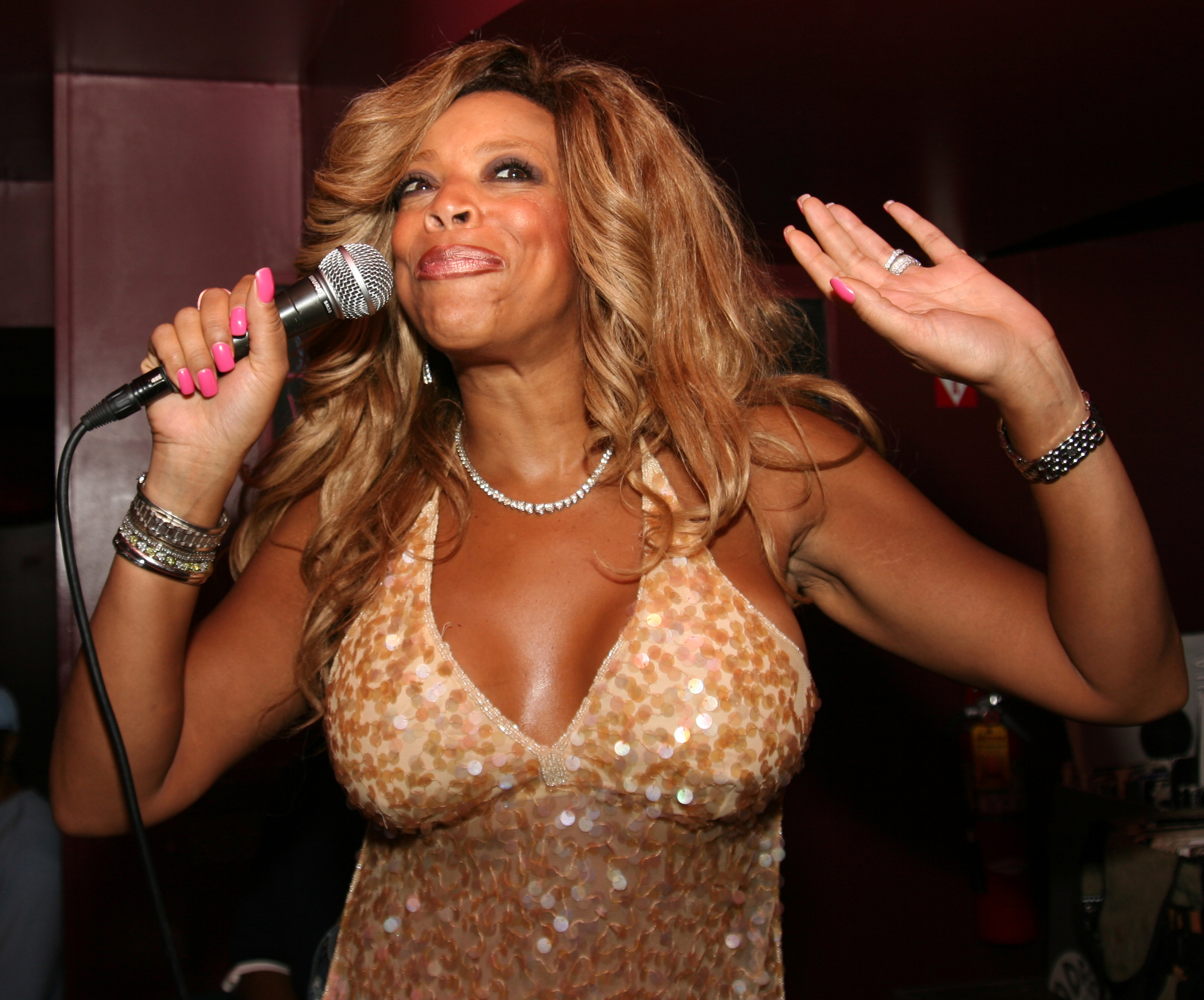
Wendy Williams
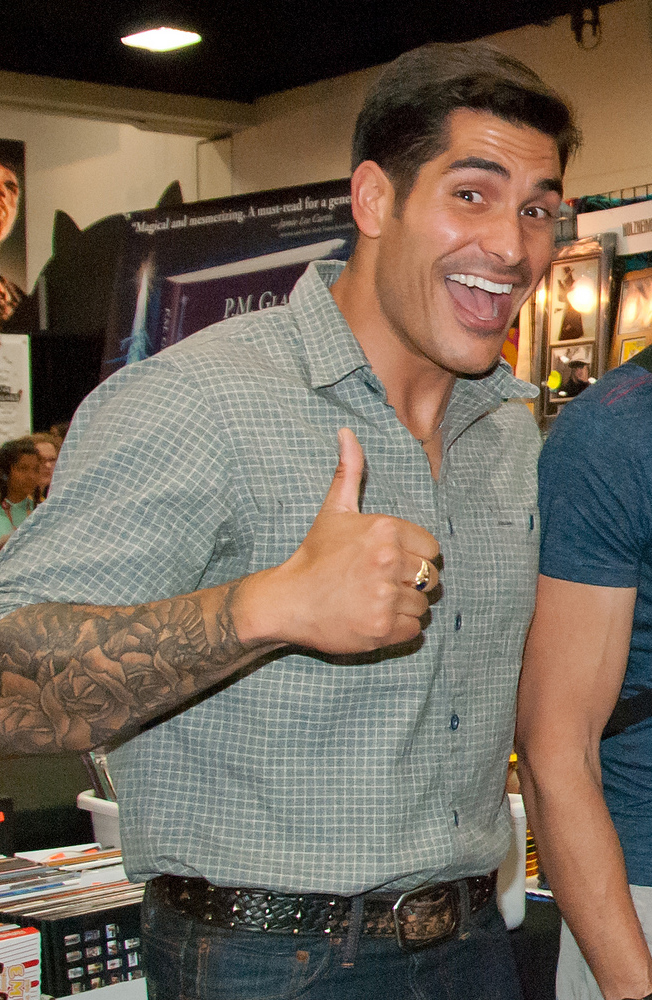
Mike Catherwood

## Score
| Couple           | Place | 1  | 2  | 1+2 | 3  | 4  | 5  | 6  | 7        | 8        | 9           | 10          |
| ---------------- | ----- | -- | -- | --- | -- | -- | -- | -- | -------- | -------- | ----------- | ----------- |
| Hines & Kym      | 1     | 21 | 23 | 44  | 25 | 25 | 27 | 27 | 30+36=66 | 28+26=54 | 30+30+0=60  | 29+30+30=89 |
| Kirstie & Maks   | 2     | 23 | 20 | 43  | 21 | 22 | 23 | 26 | 30+30=60 | 28+25=53 | 27+27+0=54  | 27+27+30=84 |
| Chelsea & Mark   | 3     | 21 | 18 | 39  | 23 | 26 | 26 | 28 | 30+34=64 | 29+26=55 | 28+30+15=73 | 29+30+30=89 |
| Ralph & Karina   | 4     | 24 | 21 | 45  | 21 | 25 | 22 | 24 | 30+36=66 | 25+21=46 | 25+23+0=48  |             |
| Romeo & Chelsie  | 5     | 19 | 23 | 42  | 20 | 23 | 26 | 28 | 30+30=60 | 27+25=52 |             |             |
| Kendra & Louis   | 6     | 18 | 19 | 37  | 23 | 18 | 22 | 25 | 30+31=61 |          |             |             |
| Chris & Cheryl   | 7     | 19 | 23 | 42  | 21 | 23 | 26 | 22 |          |          |             |             |
| Petra & Dmitry   | 8     | 18 | 18 | 36  | 25 | 23 | 22 |    |          |          |             |             |
| Sugar Ray & Anna | 9     | 17 | 17 | 34  | 20 | 21 |    |    |          |          |             |             |
| Wendy & Tony     | 10    | 14 | 17 | 31  | 15 |    |    |    |          |          |             |             |
| Mike & Lacey     | 11    | 13 | 17 | 30  |    |    |    |    |          |          |             |             |

Un nombre en rouge indique le plus bas score de la semaine.
Un nombre en vert indique le plus haut score de la semaine.
 indique que le couple est éliminé.
 indique que le couple a été le dernier à être appelé.
 indique le couple gagnant.
 indique le couple second.
 indique le couple troisième.

### Moyenne
| Classement par moyenne | Place | Couple           | Total des points | Nombre de danses | Moyenne |
| ---------------------- | ----- | ---------------- | ---------------- | ---------------- | ------- |
| 1                      | 1     | Hines & Kym      | 401              | 15               | 26.7    |
| 2                      | 3     | Chelsea & Mark   | 392              | 15               | 26.1    |
| 3                      | 2     | Kirstie & Maks   | 370              | 15               | 24.7    |
| 4                      | 5     | Romeo & Chelsie  | 236              | 10               | 23.6    |
| 5                      | 4     | Ralph & Karina   | 279              | 12               | 23.3    |
| 6                      | 7     | Chris & Cheryl   | 134              | 6                | 22.3    |
| 7                      | 6     | Kendra & Louis   | 171              | 8                | 21.4    |
| 8                      | 8     | Petra & Dimitri  | 106              | 5                | 21.2    |
| 9                      | 9     | Sugar Ray & Anna | 75               | 4                | 18.8    |
| 10                     | 10    | Wendy & Tony     | 46               | 3                | 15.3    |
| 11                     | 11    | Mike & Lacey     | 30               | 2                | 15.0    |

## Meilleurs et pires scores à chaque danse
Les meilleurs et les pires performances à chaque danse, selon les juges, les marques sont comme suit :
| Dance           | Best dancer(s)          | Best score | Worst dancer(s)                   | Worst score |
| --------------- | ----------------------- | ---------- | --------------------------------- | ----------- |
| Foxtrot         | Hines Ward              | 28         | Mike Catherwood                   | 13          |
| Cha-cha-cha     | Kirstie Alley           | 30         | Wendy Williams                    | 14          |
| Jive            | Hines Ward              | 26         | Mike Catherwood Sugar Ray Leonard | 17          |
| Quickstep       | Hines Ward              | 29         | Wendy Williams                    | 17          |
| Rumba           | Chelsea Kane            | 30         | Romeo                             | 20          |
| Samba           | Hines Ward              | 30         | Ralph Macchio                     | 22          |
| Waltz           | Chelsea Kane            | 29         | Kirstie Alley                     | 22          |
| Paso doble      | Kirstie Alley           | 27         | Sugar Ray Leonard                 | 20          |
| Valse viennoise | Chelsea Kane            | 30         | Kendra Wilkinson                  | 18          |
| Tango           | Hines Ward Romeo        | 27         | Chris Jericho                     | 22          |
| Tango argentin  | Hines Ward              | 30         | Ralph Macchio                     | 25          |
| Salsa           | Hines Ward              | 30         | Ralph Macchio                     | 23          |
| Freestyle       | Hines Ward Chelsea Kane | 30         | Kirstie Alley                     | 27          |

## Meilleurs et pires scores de chaque couple
| Couples          | Meilleure(s) danse(s)                                    | Pire(s) danse(s)                   |
| ---------------- | -------------------------------------------------------- | ---------------------------------- |
| Hines & Kym      | Le tango argentin, la Salsa, le Freestyle, Et Samba (30) | Cha-cha-cha (21)                   |
| Kirstie & Maks   | Cha-cha-cha (30)                                         | Quickstep (20)                     |
| Chelsea & Mark   | Rumba, Freestyle, & Valse Viennoise (30)                 | Jive (18)                          |
| Ralph & Karina   | Quickstep (26)                                           | Jive, Rumba Et Cha-cha-cha (21)    |
| Romeo & Chelsie  | Valse (28)                                               | Cha-cha-cha (19)                   |
| Kendra & Louis   | Samba (25)                                               | Cha-cha-cha & Valse Viennoise (18) |
| Chris & Cheryl   | Valse Viennoise (26)                                     | Cha-cha-cha (19)                   |
| Petra & Dimitri  | Valse (25)                                               | Foxtrot & Jive (18)                |
| Sugar Ray & Anna | Valse Viennoise (21)                                     | Foxtrot & Jive (17)                |
| Wendy & Tony     | Quickstep (17)                                           | Cha-cha-cha (14)                   |
| Mike & Lacey     | Jive (17)                                                | Foxtrot (13)                       |